# Joseph Jacob (1849-1927)
Pour les articles homonymes, voir Joseph Jacob (homonymie).
Joseph Jacob est un homme politique français né le 15 mars 1849 à Landévant (Morbihan) et décédé le 1er juin 1927 à Landévant.
Propriétaire agriculteur, président du comice agricole du canton de Pluvigner, rédacteur au journal Le laboureur, il est député du Morbihan de 1898 à 1902, inscrit au groupe de la Gauche démocratique. 

## Sources
- « Joseph Jacob (1849-1927) », dans le Dictionnaire des parlementaires français (1889-1940), sous la direction de Jean Jolly, PUF, 1960 [détail de l’édition]
- « Joseph JACOB (1849 - 1927) », sur www.assemblee-nationale.fr (consulté le 4 janvier 2013)